# Actidium aterrimum
Actidium aterrimum ist ein Käfer aus der Familie der Zwergkäfer (Ptiliidae). 

## Merkmale
Die Käfer erreichen eine Körperlänge von 0,5 bis 0,63 Millimetern. Ihr Körper ist matt schwarz gefärbt, die Fühler sind dunkel rostrot, die Beine gelb. Die langgestreckten Deckflügel haben parallele Außenränder. Sie enden in einer gemeinsamen Rundung. Der Halsschild ist kaum schmäler als die Deckflügel. Die Oberseite des Körpers ist mit einer kaum wahrnehmbaren punktförmigen Struktur versehen und ebenso sehr fein staubförmig behaart.

## Vorkommen und Lebensweise
Die Art ist vereinzelt in West-, Süd- und Mitteleuropa sowie am Kaukasus verbreitet. Man findet die Tiere in Moos und verrottendem Pflanzenmaterial und unter Kies am Ufer von Flüssen.